# Bardil·lis
|  | Per a altres significats, vegeu «Bardil·lis II». |

Bardil·lis (en llatí Bardylis o Bardyllis, en grec antic Βάρδυλις, Βάρδυλλις) va ser un cap o rei il·liri inicialment cap d'una colla de bandits que repartia equitativament el botí entre els seus homes, i que va acabar assolint el poder a gran part d'Il·líria.
Va donar suport a Argeu II contra Amintes III en la seva lluita pel tron del Regne de Macedònia (393 aC-392 aC) i quan Amintes va assolir el tron el 392 aC va haver de pagar-li tribut, i deixar com a ostatge al seu fill petit Filip. Segons Diodor de Sicília els il·liris van confiar la custòdia de l'ostatge als tebans. Sota Perdicas III (365 aC-356 aC) encara feia incursions a Macedònia i el rei macedoni va morir en batalla contra Bardil·lis. Després, quant Filip II de Macedònia es preparava per envair Il·líria, Bardil·lis, que tenia 90 anys, va proposar la pau que Filip va rebutjar, i va seguir una batalla en la qual segurament Bardil·lis va morir. Plutarc menciona una filla seva anomenada Bircenna, que es va casar amb Pirros, rei de l'Epir, però probablement es refereix a Bardil·lis II.